# Påfwel von Coberg
Påfwel von Coberg (oftast i samtida dokument vanligen kallad Mäster Påfwel, varför han ofta förväxlats med Påvel Schütz), var en svensk fortifikationsbyggmästare av tyskt ursprung under 1500-talet.
Påfwel von Coberg inkom senast 1543 till Sverige. 1544 var han verksam vid kvarnen i Taxinge, där han erhöll hård kritik för sitt arbete från Gustav Vasa. I samband med att vårfloden förstört kvarndammen vid Uppsala gård skrev även kungen som svar på en begäran från fogden Mats Mikaelsson att få dit Påfwel von Coberg att återuppbygga den att "han föge skall förstå sig uppå sådane dambläggning". Trots kritiken behöll Gustav Vasa honom i sin tjänst, och det är troligt att kungens kritik kom mer av hans koleriska humör än Påfwel von Cobergs förmågor. Han tilläts åtminstone bygga en ny sågvarn vid Taxinge i slutet av 1540-talet, och 1551 sändes han till Arboga för att bygga kvarnar där. 1552 utförde han en del gränvingsarbeten vid Vaxholm, men sändes senare till Skällnora. 
1556 begärde hertig Johan att få Påfwel von Coberg översänd till Finland, men kungen valde att behålla honom och i stället sända Sverker Simonson som Påfwel von Coberg då var sysselsatt med arbeten vid Tensmyra och senare bokats upp för arbeten vid Mölnetorp där senare Strömsholm uppfördes. Vid den här tiden torde Gustav Vasa ha varit nöjd med Påfwel von Coberg, för då Jacob Henriksson (Hästesko) begärde att få honom överänd till Viborg svarade kungen att han ej kunde avvaras då han byggde i Östergötland och på flera andra platser. 1563 blev det på nytt tal om att Påfwel von Coberg skulle sändas till Finland, där Jacob Henriksson nu vill ha honom till hjälp vid Kymmene och Högfors. Denna gång fick han resa, och han stannade i Kymmene till 1566, då han anställdes vid den armé som under hertig Magnus av Sachsens befäl drogs samman mot danskarna. Han saknas i rullorna året därpå, och stupade troligen i kriget eller omkom i den pest som härjade det året.